# Малыгино (Павлово-Посадский городской округ)
Малыгино — деревня в Московской области России. Входит в Павлово-Посадский городской округ. Население — 8 чел. (2010).

## Расположение
Деревня Малыгино расположена примерно в 8 км к юго-западу от центра города Павловский Посад. Ближайшие населённые пункты — деревни Власово и Семёново. Рядом протекают реки Дрезна и Слогавка.

## История
Деревня Малыгино ранее входила в состав волости Вохонской волости. Упоминается в писцовых книгах XVI века: «дер. Малыгино, а в ней пашни паханой худой земли 16 четьи, да лесом поросло 9 четьи с осмотром в поле, а в дву потомуж, сена 20 копен, крестьянских 3 двора (в том числе в одном — приходец)». Когда деревня перестала быть владением Троице-Сергиева монастыря и была передана в коллегию государственной экономии, крестьянам выделили очень мало земли. Поэтому жители деревни стали заниматься различными ремёслами.
В конце XVIII века, по данным пятой ревизии, в Малыгине было 9 дворов, где проживало 27 мужчин и 13 женщина. В 1859 году в деревне насчитывалось 14 дворов и 111 жителей (53 мужчины и 58 женщин). К концу XIX века в деревне было 2 ткацкие фабрики и земская школа. Во многих домах стояли ткацкие станки. Во данным переписи 1926 года в деревне было 52 крестьянских хозяйства и 261 житель.
С 2004 до 2017 гг. деревня входила в Улитинское сельское поселение Павлово-Посадского муниципального района.

## Население
| 1926 | 2002 | 2006 | 2010 |
| ---- | ---- | ---- | ---- |
| 261  | ↘28  | ↘27  | ↘8   |

Согласно Всероссийской переписи, в 2002 году в деревне проживало 28 человек (11 мужчин и 17 женщин). По данным на 2005 год в деревне проживало 27 человек.